# Command (документ)
Command (рус. Команда) — название документа, выпущенного британским правительством и представленного Парламенту. Этим названием обозначают Белые книги, Зелёные книги, международные договора и соглашения, сообщения от Королевских комиссий и различных правительственных органов. Название происходит от того, что все эти документы представлены парламенту формально «Командой Её Величества» (англ. By Her Majesty's Command).
Документы пронумерованы и обозначены сокращением от слова «Command», которое изменяется со временем, чтобы учесть новые числовые последовательности. Например доклад Внешнеполитического ведомства Великобритании под названием «Глобальная безопасность: Россия» от 1 февраля 2008 года имеет номер Cm 7305.
Изменение сокращений:
| C.    | 1870—1899        |
| Cd.   | 1900—1918        |
| Cmd.  | 1919—1956        |
| Cmnd. | 1956—1986        |
| Cm.   | 1986—наст. время |

Документы, имеющие обозначение «Command», выпускаются издательством TSO (The Stationery Office) для OPSI (Офис публичной информации Великобритании).